# Néstor Caballero
Néstor Caballero (Caracas, Distrito Federal, Venezuela, 7 de julio de 1951) es un dramaturgo, guionista, pintor y poeta venezolano, ganador del Premio Nacional de Cultura de Venezuela 2010-2012 Mención Teatro.

## Biografía

### Inicios y carrera artística
Nació en Caracas un 7 de julio de 1951. Es un dramaturgo, poeta, pintor, narrador, director de teatro, docente, guionista de cine y televisión venezolano reconocido nacional e internacionalmente por sus más de treinta y cinco piezas de teatro. Pero además de su trabajo en las tablas, también se le conoce por ser el guionista de la película venezolana Huelepega labor que fue reconocida con el Premio Nacional ANAC al mejor Guion, también fue autor de la novela Naranjas Dulces.
Su travesía artística se inició a través de la plástica. Sin embargo, aunque su interés por la pintura se mantiene, esta inclinación dio paso a su verdadera pasión, encontrando en las letras un medio para mostrar sus pensamientos y sentimientos, bien sea como narrador, poeta o dramaturgo.
Sus obras de teatro han sido representadas en Argentina, Brasil, Bolivia, Colombia, Cuba, México, Perú, Chile, Panamá, República Dominicana, Estados Unidos, España, Francia, Alemania e Irán. Ha obtenido numerosos galardones, entre los que se encuentran el Premio del Nuevo Grupo; Premio Santiago Magariños del Conac; Premio Municipal de Teatro; Premio Nacional de Dramaturgia César Rengifo; Premio Unesco de Dramaturgia; Premio del Instituto Internacional del Teatro; Premio Juana Sujo; Premio Gran Mariscal de Ayacucho; Premio Obra Máxima del Festival Internacional de Teatros Juveniles otorgado por la crítica internacional; se hace acreedor del Primer Premio del Concurso Nacional de Creación y Dramaturgia Innovadora 2008, otorgado por el IAEM y el Ministerio del Poder Popular para la Cultura.
Su trayectoria ininterrumpida por más de 35 años hacen de Néstor Caballero un pedagogo y hombre integral del teatro.

### Obras de teatro
- Cazadores del Arca Perdida (1980)
- Toñito (1980)
- La Última Actuación de Sarah Bernhardt  (1981)
- Las Bisagras o Macedonio Perdido entre los Ángeles  (1982)
- Los Hombres de Ganímedes  (1985)
- Longanizo (1988)
- Mister Juramento   (1998)
- Dados   (2003)
- Con Una Pequeña Ayuda de Mis Amigos (1983)
- Los Taxistas También Tienen Su Corazoncito
- Musas   (1989)
- Desiertos del Paraíso (1993)
- Oliverio El Migajita. (1997)
- Se llama Simón (1998)
- Las lunas de Maisanta (2008)
- Los Juguetes Perdidos de Aquilez (1990)

## Premios
| Año       | Premio                     | Categoría |
| 2010–2012 | Premio Nacional de Cultura | Teatro    |